# Utěšitelky

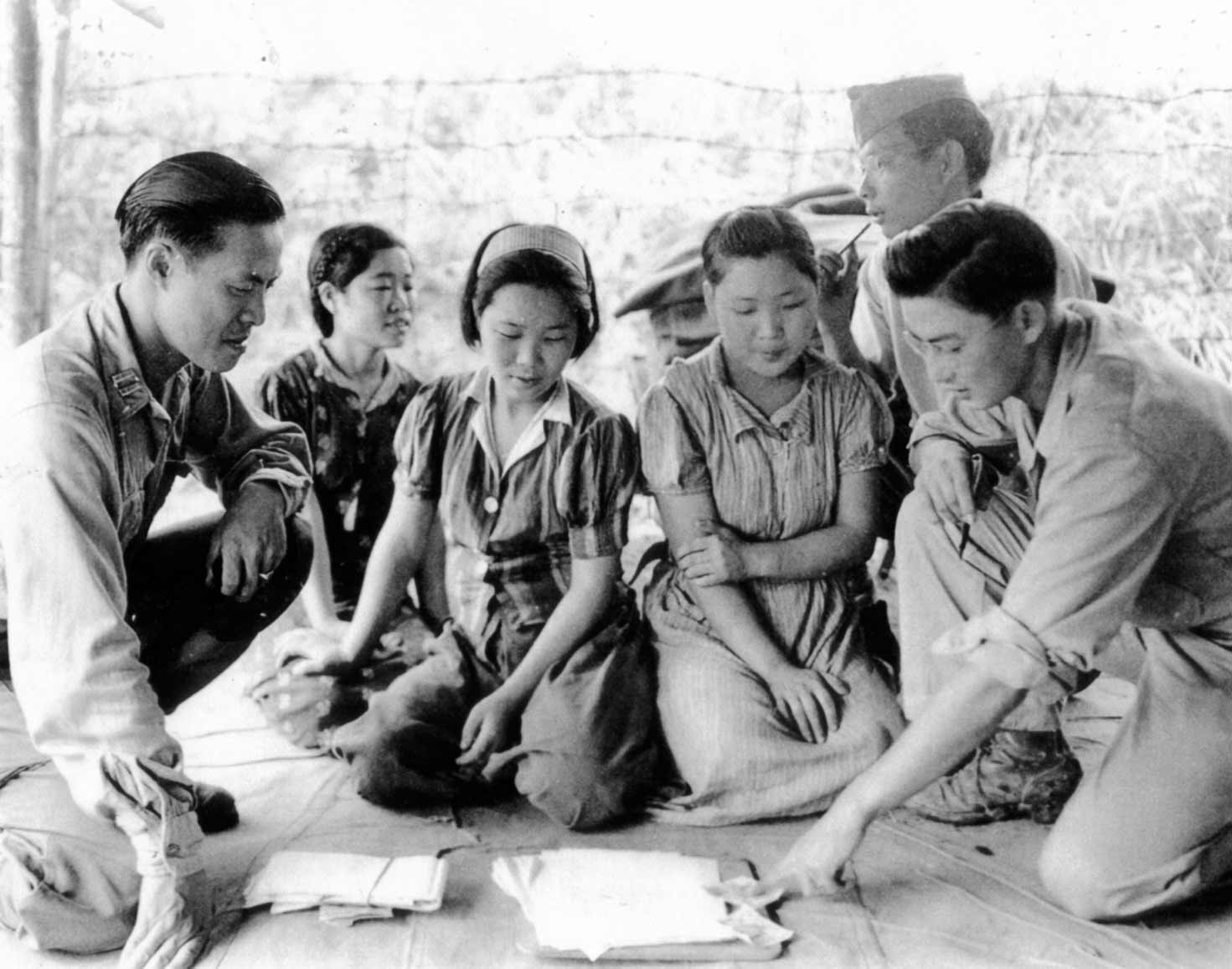
Korejské utěšitelky vyslýchané vojáky armády Spojených států po obléhání Myitkyina, 14. srpna 1944

Utěšitelky nebo též ženy útěchy (anglicky: Comfort women; japonsky: 慰安婦 ianfu) byly ženy a dívky z okupovaných zemí během 2. světové války donucené japonskými armádními složkami k sexuálnímu otroctví.

## Historie
Termín utěšitelky je překladem japonského slova ianfu (慰安婦), eufemismu, který doslova znamená „utěšující, uklidňující žena”. Během 2. světové války japonská vojska nutila stovky tisíc žen do sexuálního otroctví, aby sloužily japonským vojákům. Tyto ženy byly z Austrálie, Barmy, Číny, Nizozemí, Filipín, Japonska, Koreje, Indonésie, Východního Timoru, Nové Guineje a z dalších zemí, ačkoli majorita z nich byla z Korey. Mnoho žen zemřelo kvůli brutálnímu zacházení a na následky fyzického i psychického strádání. Po válce Japonsko popřelo existenci utěšitelek a odmítlo poskytnout omluvu a náležité odškodnění. Až v 90. letech 20. století se začala japonská vláda oficiálně omlouvat a nabízet kompenzace, ačkoli omluvy byly kritizovány jako neupřímné a japonští vládní představitelé pokračovali v popírání existence utěšitelek či normalizace jejich existence jako „běžné” součásti války.
Původně byly nevěstince založeny, aby vojákům poskytovaly vojákům sexuální vyžití, redukovaly znásilňování žen a dívek v dobytých městech a zabraňovaly šíření pohlavních nemocí poskytováním kondomů a kontrolami zdravotního stavu žen. Domy utěšitelek však měly spíše opačný než zamýšlený efekt – zvýšily počet znásilnění a navýšily šíření pohlavních nemocí. Prvními oběťmi byly japonské ženy, kdy některé byly naverbované běžnými způsoby a jiné srze klam nebo únos. Armáda se později obrátila k ženám z japonských kolonií kvůli nedostatku japonských dobrovolnic a potřebě chránit reputaci Japonska. V mnoha případech byly ženy zlákány falešnou nabídkou práce jako zdravotní sestry nebo pracovnice v továrně. Výrazný podíl utěšitelek tvořily nezletilé dívky.
O ženách sloužících japonským vojákům se vědělo od konce druhé světové války, ale dlouho byly považovány za prostitutky, které se táhly za armádou. Oběti pod tíhou ponížení nechtěly o svých prožitcích hovořit, protože se bály reakce společnosti. Až na konci 80. let 20. století se začaly objevovat první výpovědi korejských žen, které byly oběťmi zrůdného systému. V roce 1991 tři z nich podaly žalobu na Japonsko, které se o dva roky později omluvilo a poprvé oficiálně přiznalo existenci tohoto systému v japonské armádě i jeho obětí. Celosvětovou pozornost vyvolala kniha pamětí Jan Ruff-O'Herne Fifty years of Silence (1994), v níž popsala, jak byla v roce 1944 odvlečena z internačního tábora do zařízení pro poskytování sexuálních služeb vojákům, kde byla znásilňována, týrána a mučena.
Odhady počtu žen, které byly donuceny pracovat v nevěstincích pro japonské vojáky se různí, většina historiků uvádí počet v rozpětí 50 000–200 000. O přesnějších počtech stále probíhají výzkumy a debaty.